# JCB Dieselmax
JCB Dieselmax è una vettura sperimentale britannica che detiene il record del mondo di velocità per un veicolo diesel: la vettura ha superato i 563 km/h correndo sulle pianure di Bonneville, nello Utah, il 23 agosto 2006.
Il veicolo, di colore giallo e dalla forma di sigaro, era guidato dal britannico Andy Green, pilota della RAF, già detentore dal 1997 del record assoluto di velocità al suolo alla guida del ThrustSSC.
In una intervista alla BBC Green ha dichiarato che la vettura non ha espresso tutta la sua potenzialità in quanto pur essendo dotata di sei marce ha ottenuto il record in quinta marcia, senza ingranare la sesta.
Il record precedente per una vettura diesel, riconosciuto dalla Federazione Internazionale dell'Automobile (FIA), risaliva al 1973 ed era di 377 km/h: è stato migliorato del 50% circa. La vettura record, i cui motori sono stati studiati "ad hoc" per il primato, è lunga nove metri, larga poco più d'un metro e alta appena 95 cm: pesa 2,7 tonnellate con il pilota a bordo e il pieno di carburante.